# Angelo Vinco
Angelo Vinco (Cerro Veronese, 29 maggio 1819 – Libo, 22 gennaio 1853) è stato un presbitero, missionario, esploratore e geografo italiano.

## Biografia
Don Angelo Vinco visse la sua infanzia a Cerro Veronese, un piccolo paese della collina veronese. All'epoca le condizioni della popolazione erano ai limiti della sopravvivenza a causa delle calamità naturali e della situazione politica.
Nel 1834 don Nicola Mazza lo accolse nell'Istituto che da poco aveva fondato a Verona e il 21 novembre 1844 fu ordinato sacerdote.
All'interno dell'istituto mazziano maturò la sua vocazione missionaria e chiese formalmente al suo superiore di diventare missionario.
Don Mazza, non avendo i mezzi economici per rispondere alla sua richiesta, il 20 agosto 1845 inviò una lettera al cardinale Fransoni, Prefetto di Propaganda Fide, chiedendo di accettare don Angelo Vinco nella Congregazione.
La richiesta venne accolta e nel 1845 don Angelo Vinco partì per Roma dove studiò le lingue che gli sarebbero servite a Ceylon, l'attuale Sri Lanka, regione indicata come sua prima missione; studiò l'inglese, il portoghese e il cingalese.

## In Africa
Ma la sua destinazione venne presto cambiata e don Vinco fu assegnato alla prima missione del Vicariato Apostolico dell'Africa Centrale da poco costituito.
La notizia lo colmò di orgoglio.
Il gruppo di missionari formato da P. Ryllo, P. Ignazio Knoblecher, don Angelo Vinco e altri tre religiosi,  si riunì al Cairo il 18 settembre 1847 per proseguire alla volta di Khartoum navigando sul Nilo e attraversando il deserto della Nubia.
L'11 febbraio 1848 la comitiva giunse stremata a Khartoum dove P. Ryllo morì il 17 giugno 1848 dopo aver nominato come suo successore Ignazio Knoblecher.
Khartoum traboccava di schiavi portati dalle zone interne, alcuni di loro vennero acquistati dai missionari e avviati agli studi nella piccola scuola istituita nella missione.

## Dal suo esempio nuovi missionari
Verso la fine del 1848 don Vinco, a causa dei gravi problemi economici che affliggevano la missione, lasciò Khartoum per tornare in Italia in cerca di aiuti finanziari. Compì ancora il terribile viaggio attraverso il deserto della Nubia, risalì il Nilo e arrivò a Verona il 19 gennaio 1849. La sua presenza suscitò un grande fervore missionario tra i giovani dell'istituto mazziano e in particolare sul giovane liceale Daniele Comboni. L'8 ottobre 1849 ritornò a Khartoum dove era atteso da Knoblecher per preparare il viaggio esplorativo sull'Alto Nilo alla ricerca di un luogo adatto per fondare la missione.
Il 13 novembre P. Knoblecher, don Vinco e P. Pedemonte intrapresero il primo viaggio di 64 giorni sul Nilo Bianco tra gli Shilluk, i Dinka, i Nuer e i Bari; come luogo possibile per fondare la missione venne individuato Kondùkuru che verrà poi chiamata Gondokoro nella regione abitata dai Bari.
Tutti i missionari rientrarono a Khartoum nel marzo 1850.

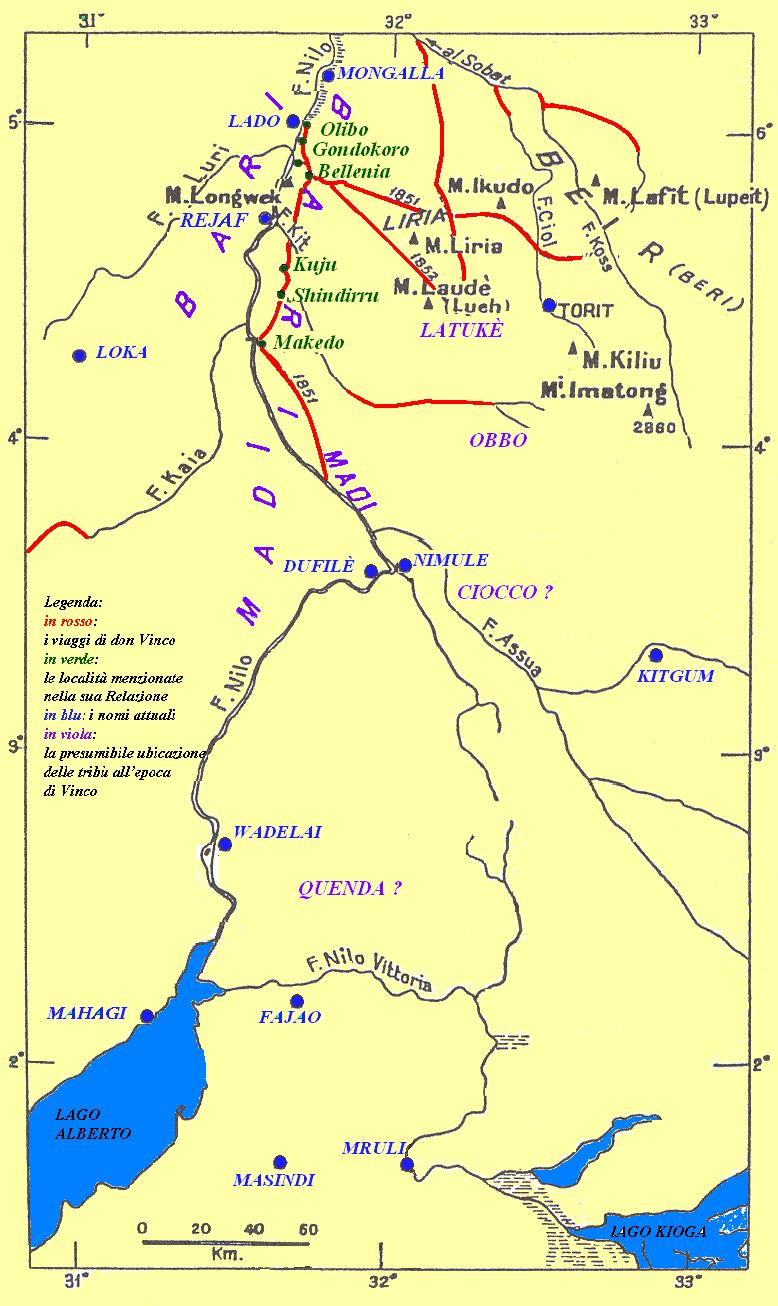
Le spedizioni esplorative di don Angelo Vinco negli anni 1851-1852.

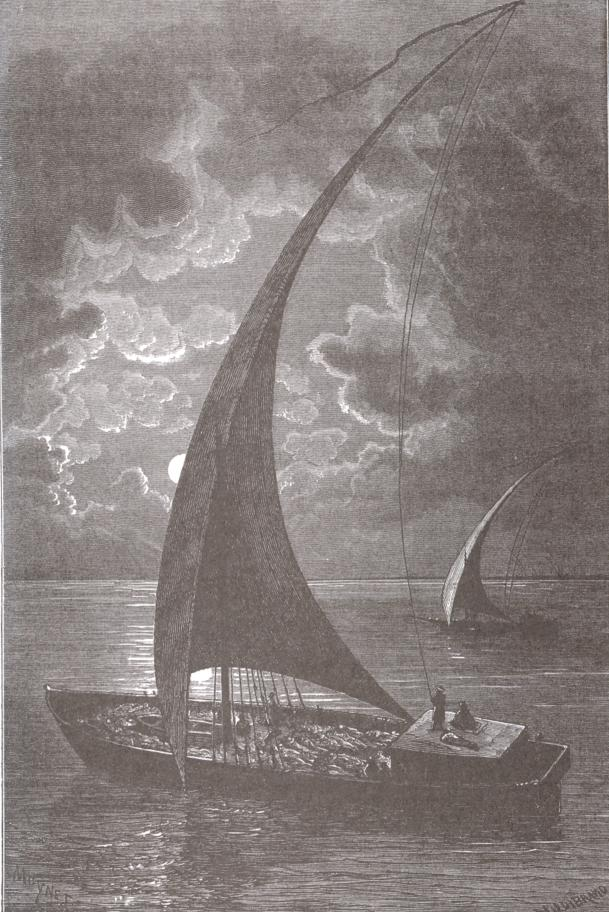
Barche in navigazione sull'Alto Nilo - Incisione del 1878.

Dal 12 gennaio 1851 all'11 giugno 1852, mentre Knoblecher era in Europa, don Vinco compì da solo il suo secondo viaggio avvalendosi dell'aiuto del mercante savoiardo Antoine Brun-Rollet. Risalirono il Nilo fino a Gondòkoro e da qui Vinco proseguì da solo nel viaggio che lo condusse a superare via terra il 4° lat. Nord, ai confini dell'attuale Uganda, impresa mai tentata in precedenza da altri europei. Del suo viaggio Vinco lascerà un'interessante relazione dalla quale è possibile seguire gli spostamenti del missionario esploratore. Seguendo l'itinerario che dopo sette anni percorrerà don Giovanni Beltrame, don Vinco da Khartoum risalì il Nilo per stabilirsi il 24 febbraio a Margiù, il cui approdo sulla destra del fiume prendeva anche il nome di Libo, situato poco a nord di Gondokòro. La regione era abitata dai Bari. Instaurati rapporti amichevoli con Nighila, uno dei i capi tribù, Vinco decise di incamminarsi verso Belenia, il villaggio di Nighila, a sud est di Gondokòro dove giunse il 4 marzo e qui si stabilì. Iniziò così un periodo di permanenza ed esplorazione del territorio dei Bari che si protrarrà per più di un anno e lo porterà a tentare di scoprire la via migliore per raggiungere le sorgenti del Nilo. Accompagnato da Nighila e dai suoi uomini, il 24 giugno 1851 Vinco si diresse verso i villaggi dei Beir (Beri) oltre il fiume Ciol. Durante il viaggio individuò il monte Liria e passò ai piedi del monte Icudo. Si stabilì tra i Beir fino alla metà di settembre e raccolse informazioni di carattere etnografico e geografico. Continuamente assalito dalle febbri e notevolmente indebolito, Vinco decise di tornare a Belenia e, recuperata la salute, si recò a visitare le montagne dei dintorni ricche di ferro e descrisse dettagliatamente i metodi di estrazione e lavorazione di questo metallo. Al termine della stagione delle piogge, quindi a dicembre, Vinco realizzò una prima esplorazione verso sud: seguendo un itinerario situato a poca distanza dalla riva destra del Nilo Bianco e spostandosi in direzione di Nimule , raggiunse la località di Lugufi oltre il 4º grado di latitudine nord. Don Vinco compì altre esplorazioni da lui considerate come fase preparatoria per esplorazioni più complete che lo avrebbero portato nelle terre delle popolazioni Ciocco e Quenda dalle quali si aspettava l'aiuto per poter avvicinarsi ulteriormente alle sorgenti del Nilo.
Ma Vinco non realizzò mai questo progetto. Ritornato a Margiù, trovò notizie della Missione di Khartoum che lo spinsero a ritornare e dove giunse l'11 giugno 1852.
A Khartoum Vinco fu accolto con molta freddezza a causa di calunnie infamanti che portavano ad addossargli la responsabilità delle difficoltà che incontravano le missioni nell'Africa centrale. Solo Brun-Rollet, unico testimone dell'operato di Vinco, difese con forza il missionario veronese e Vinco si difese con una lettera accorata scritta il 9 agosto 1852 al Prefetto di Propaganda Fide. A Khartoum si fermò per un tempo molto breve e poi ripartì da solo per il terzo e ultimo viaggio. Raggiunta Belenia compì altre esplorazioni ma fu ancora bloccato dalle febbri; assistito dagli indigeni sentì che ormai era giunta la fine. Il 3 gennaio fu raggiunto da Knoblecher e altri tre missionari.
Morì, assistito dai suoi compagni, il 22 gennaio 1853 a soli 33 anni d'età.
Alla notizia della sua morte il lutto fu unanime: fra le tribù indigene che erano state visitate da Vinco a Khartoum. Chi aveva diffuso maldicenze e calunnie confessò i propri torti a Knoblecher e chiese perdono alla memoria di Vinco. La notizia delle sue imprese raggiunse l'Europa e Jules Verne, nel suo romanzo “Cinque settimane in pallone”, annoverò Vinco (e anche l'altro missionario mazziano don Beltrame) fra i personaggi diventati illustri con i loro viaggi in Africa.